# Radu Florian
Radu Florian (* 8. April 1920 in Bukarest; † 10. November 1991) war ein rumänischer Fußballspieler. Er bestritt insgesamt 44 Spiele in der rumänischen Divizia A und der italienischen Serie A.

## Karriere
Florian kam im Jahr 1939 zu Rapid Bukarest, das seinerzeit in der Divizia A spielte. In der Saison 1939/40 kam er zehnmal zum Einsatz und beendete die Spielzeit als Vizemeister hinter Venus Bukarest. Gegen den gleichen Gegner konnte er mit dem Pokalsieg 1940 seinen ersten Titel gewinnen. Die nachfolgende Saison endete ebenso mit der Vizemeisterschaft und einem Pokalerfolg. Anschließend musste die Divizia A aufgrund des Zweiten Weltkrieges unterbrochen werden. Im verbleibenden Pokalwettbewerb fuhr er mit seinem Team den dritten Sieg in Folge ein. In der Spielzeit 1942/43 konnte er im inoffiziellen Ligabetrieb 19 Tore in 21 Spielen erzielen und mit Rapid den zweiten Platz hinter dem FC Craiova belegen.
Bei der Wiederaufnahme des Spielbetriebs blieb Florian Rapid Bukarest, das nunmehr als CFR Bukarest firmierte, erhalten. Er qualifizierte sich mit seinem Team für die Divizia A und beendete die Spielzeit 1946/47 auf dem fünften Tabellenplatz. Anschließend wechselte er zum Szentlőrinci AC nach Ungarn. Im Jahr 1948 schloss er sich dem italienischen Team AS Rom an, kam dort aber nur auf fünf Einsätze in der Liga. Nach einer Saison bei AS Cosenza in der Serie C beendete er seine Karriere.

## Nationalmannschaft
Florian bestritt ein Spiel für die rumänische Nationalmannschaft, als er am 11. November 1942 beim 2:2 gegen Kroatien zum Einsatz kam und den Treffer zum 1:2 erzielen konnte.

## Erfolge
- Rumänischer Pokalsieger: 1940, 1941, 1942